# Кувшинов, Геннадий Евграфович
Генна́дий Евгра́фович Кувши́нов (3 апреля 1937, Владивосток — 5 февраля 2018, там же) — советский и российский учёный-электротехник, доктор технических наук, профессор. Заслуженный энергетик Российской Федерации, заслуженный профессор Дальневосточного государственного технического университета, академик Российской академии транспорта.

## Биография
Родился 3 апреля 1937 года во Владивостоке. В 1944 году поступил в 75-ю Владивостокскую школу, в старших классах увлекался физикой, которую им преподавали Масный Феодосий Григорьевич, впоследствии кандидат педагогических наук, а также известный педагог Николай Николаевич Дубинин.
В 1954 году поступил на электротехнический факультет Дальневосточного ордена Красного Знамени политехнического института им. В. В. Куйбышева по специальности «Электрооборудование судов», который окончил с отличием в 1960 году. Свое увлечение физикой продолжал во время учёбы в физическом кружке под руководством Рувима Абрамовича Гуткина (недоступная ссылка). Совмещал учёбу с работой лаборантом. Начиная с четвёртого курса и до окончания вуза — лауреат Ленинской стипендии.
С февраля 1960 года работал ассистентом, а с 1961 года — старшим преподавателем кафедры электрооборудования судов (ЭОС) ДВПИ.
С октября 1962 года учился в аспирантуре Ленинградского электротехнического института (ЛЭТИ) на кафедре электрооборудования и автоматизации судов (ЭАС). Вёл хоздоговорную работу по заказу Министерства речного хозяйства. Организовал изготовление на заводах двух изобретённых им систем возбуждения синхронных генераторов, что нашло отражение в авторском свидетельстве, полученном ЛЭТИ, установил их на речном буксире «Невский 1» и в лаборатории кафедры ЭАС, провёл успешные испытания этих систем возбуждения в рейсах Ленинград — Ладожское озеро. Эти системы возбуждения долгие годы продолжали работать на буксире «Невский-1» и на кафедре ЭАС.
В декабре 1965 года защитил кандидатскую диссертацию на тему «Системы прямого компаундирования судовых синхронных генераторов переменной частоты.» Получил диплом кандидата технических наук по решению ВАК от 6 апреля 1966 года.
С января 1966 по 1986 год работал в ДВПИ старшим преподавателем, доцентом, заведующим кафедрой электрооборудования судов (1966—1976), первым деканом факультета радиоэлектроники и приборостроения (1966—1967), учёным секретарём ДВПИ, проректором ДВПИ по научной работе (1977—1986).
Решением ВАК от 13 ноября 1968 года утверждён в учёном звании доцента по кафедре «Электрооборудование судов». Руководил рядом хоздоговорных работ по разработке и внедрению судовых систем автоматического управления, в том числе траловым ловом рыбы и компенсацией влияния качки судна на глубину погружения подводного объекта, а также системы электроснабжения таких объектов. По каждой теме получал несколько авторских свидетельств на изобретения.
В июне 1988 года защитил в ЛЭТИ в форме научного доклада докторскую диссертацию «Системы электроснабжения и управления глубиной погружения буксируемых подводных объектов».
Решением Госкомитета СССР по народному образованию от 11 сентября 1991 года присвоено учёное звание профессора по кафедре электрооборудования и автоматики судов.
В Дальневосточном государственном техническом университете (ДВГТУ) — профессор кафедры электрооборудования судов, а с сентября 1992 по октябрь 2003 года — заведующий кафедрой электрооборудования и автоматики судов.
С октября 2003 по июнь 2013 года — профессор кафедры электрооборудования, автоматики и электротехнологий ДВГТУ.
С 2013 года — в Дальневосточном федеральном университете (ДВФУ) профессор кафедры судовой энергетики и автоматики.
Умер 5 февраля 2018 года после тяжелой продолжительной болезни во Владивостоке.

## Научная работа
Автор более 350 научных работ, из них 13 монографий и 65 изобретений.
Занимался технологиями и техническими установками в судостроении, считая, что научная работа без связи с практикой не может быть плодотворной. К наиболее важным результатам научных исследований можно отнести разработку одного из вариантов гребной электрической установки атомного ледокола «Арктика» (1966—1968). Предложенные им самоэлектризующиеся фильтры для очистки охлаждающего воздуха гребных электрических машин от пыли угольных щёток успешно прошли экспериментальную эксплуатацию на судах-электроходах.
С 1972 по 1984 год создал системы автоматического тралового лова рыбы. Эта система использовала сигналы о глубинах косяка рыбы и трала.
В 1977 году разработал систему передачи электроэнергии на подводный объект. До последнего времени вел разработки новой концепции судовой электроэнергетической установки и её элементов.
С 2007 по 2018 год работал по совместительству на должности главного научного сотрудника в Институте проблем морских технологий (ИПМТ) ДВО РАН. Основные направления научных исследований: разработка спуско-подъёмных устройств для подводных аппаратов, их электроснабжение и бесконтактная передача электроэнергии на эти аппараты под водой.

## Педагогическая работа
Автор 24 учебных пособий по вопросам судовой энергетики, подготовил 20 кандидатов наук.
В 1992 году стал первым деканом и организатором факультета радиоэлектроники и приборостроения (ФРЭП) ДВПИ и занимал эту должность до 2003 года.
Руководил магистратурой и аспирантурой по специальностям 05.09.03 — Электротехнические комплексы и системы и 05.13.06 Автоматизация и управление технологическими процессами и производствами.

## Общественная работа
Первый председатель студенческого научного общества ДВПИ, в декабре 1959 года был делегатом первого Всесоюзного слета студенческих научных обществ, проходившего в Москве.
Партийную (КПСС) и профсоюзную работу воспринимал как продолжение научной и педагогической. В 1960-80 годах секретарь партийной организации электротехнического факультета ДВПИ, парторг кафедры ЭАС и член партбюро факультета электрификации и автоматизации ЛЭТИ.
Депутат Ленинского районного (г. Владивосток) совета народных депутатов двух созывов, председатель депутатской комиссии по образованию.
Председатель кандидатского диссертационного совета ДВГТУ по специальностям 05.09.03 и 05.13.06, заместитель председателя диссертационных советов ДВГТУ по специальностям кораблестроительного профиля и по специальностям компьютерного направления, а также член диссертационного совета ДВГТУ по истории науки и техники в судостроении.
В 1989—2018 годах — член диссертационного совета при Тихоокеанском высшем военно-морском училище (ТОВВМУ), а в 2011—2018 годах — в диссертационном совете при Комсомольском-на Амуре государственном техническом университете по специальностям с 05.09.03 и 05.13.06.
Член редколлегий журналов «Подводные исследования и робототехника» (Владивосток), который входит а перечень ВАК, и журнала «Электрика» (Москва).
Редактор серии издаваемых в ДВФУ в цифровом виде учебных пособий по направлению «Электроэнергетика и электротехника».

## Признание, награды
- Награждён медалями:
  - «За трудовую доблесть» (1976),
  - «Ветеран труда» (1986),
  - «300 лет российскому флоту» (1996),
  - «100 лет подводным силам России» (2006).
- Награждён знаками:
  - «За отличные успехи в работе» Минвуза СССР (1968),
  - «Отличник энергетики и электрификации СССР» (1970),
  - «Изобретатель СССР» (1977),
  - «Почётный член научно-технического общества имени академика А. Н. Крылова»(1992),
  - Лауреат всероссийского конкурса «Инженер года» (2002) и другими.
- Действительный член Российской академии транспорта,
- Заслуженный энергетик РФ (1993),
- Почётный работник морского флота РФ (1997),
- Почётный работник топливно-энергетического комплекса РФ (2000).

## Семья
Женат, дети — дочь, сын, трое внуков.